# Liste der Kulturdenkmäler in Kindsbach
In der Liste der Kulturdenkmäler in Kindsbach sind alle Kulturdenkmäler der rheinland-pfälzischen Ortsgemeinde Kindsbach aufgeführt. Grundlage ist die Denkmalliste des Landes Rheinland-Pfalz (Stand: 21. Juli 2023).

## Einzeldenkmäler
| Bezeichnung                          | Lage                                       | Baujahr                            | Beschreibung | Bild                           |
| ------------------------------------ | ------------------------------------------ | ---------------------------------- | --- | ------------------------------ |
| Katholische Kirche Mariä Heimsuchung | Eisenbahnstraße 14 Lage                    | 1912/13                            | romanisierende Basilika, 1912/13, Architekt Rudolf von Perignon, 1965–68 erweitert und innen umgebaut               | weitere Bilder Fotos hochladen |
| Kriegerdenkmal                       | Friedhofstraße, auf dem Friedhof Lage      | 1950er Jahre                       | Kriegerdenkmal 1914/18 und 1939/45, Heiliger Michael, 1950er Jahre                                                  | Fotos hochladen                |
| Wohn- und Geschäftshaus              | Kaiserstraße 65 Lage                       | zweite Hälfte des 18. Jahrhunderts | barockes Fachwerk-Wohn- und Geschäftshaus, zweite Hälfte des 18. Jahrhunderts; gründerzeitliche Haustür             | Fotos hochladen                |
| Wegekreuz                            | Kaiserstraße, Ecke Kreuzstraße Lage        | 1747                               | Wegekreuz, barock auf Rokokosockel, bezeichnet 1747                                                                 | BW                             |
| Maximilianstein                      | südlich des Ortes; Distrikt Bärenloch Lage | 1824                               | Sandsteinkubus, bezeichnet 1818, errichtet 1824; ursprünglicher Standort an der Gemarkungsgrenze nach Einsiedlerhof | Fotos hochladen                |